# Bucculatrix ptochastis
Bucculatrix ptochastis là một loài bướm đêm thuộc họ Bucculatricidae. Nó được tìm thấy ở Úc.